# Дворец Ращат
Дворецът Ращат (на немски: Schloss Rastatt), също Барокова резиденция Ращат (на немски: Barockresidenz Rastatt), в гр. Ращат, Германия, е бивш резидентен дворец на маркграфовете на Баден-Баден. Дворецът и градината са построени около 1700 г. от италианския придворен архитект Доменико Егидио Роси от името на маркграф Лудвиг Вилхелм фон Баден-Баден.

## История
След като резиденцията на маркграфа Лудвиг Вилхелм в Баден-Баден е изгорена от френски войски във Войната за наследичество на трона в Пфалц през 1689 г., реконструкцията на тамошния Нов дворец вече не отговаря на представителните претенции на владетеля на Баден, който иска нов дом за съпругата си принцеса Франциска Сибила Августа фон Саксония-Лауенбург, която се омъжва за него през 1690 г., и така се стига до строежа на нова резиденция в пазарния град Ращат.
Майсторът-строител Доменико Еджидио Роси преди това е бил построил ловен дворец в Ращат от името на маркграфа през 1697 година. Към есента на 1699 г. той вече е завършил нейните крилови конструкции и е започнал с основната сграда (corps de logis), когато маркграфът заповядва да се построи резиденция на мястото на ловния дворец. За изграждането на грубия строеж на днешния дворец, който е завършен през 1702 г., той обаче запазва съществуващите крилови конструкции и части от основната сграда на ловния дворец. Село Раштат, разположено насред Горнорейнската долина, е повишено в ранга на град през 1700 година. Още през зимата на 1701-1702 г. маркграфът и семейството му се преместват в крилните сгради на двореца, а през 1705 г. ги последват и придворните им в Ращат.
Резиденцията в Ращат се счита за най-старата барокова резиденция в Горния Рейн и е построена по френския образец на Версай, в която кръстникът на Лудвиг Вилхелм, кралят Слънце Луи XIV, управлява абсолютистично.
Цяла Европа гледа мощта на френския монарх и се опитва да му подражава. Така става и ясно, защо Лудвиг Вилхелм е платил сумата от около 12 милиона гулдани за строежа на ращатския дворец, а именно, за да впечатли владетелите в германските земи. Лудвиг Вилхелм винаги се е опитвал да получи достойнството на курфюрст и когато след военните си успехи в турските войни и по р. Рейн не получава желаните отличия и вече също така не може и да се надява и на полското кралско достойнство, той опитва да изрази и укрепи своите претенции за власт чрез строежа на великолепния дворец Ращат.
Самият Лудвиг Вилхелм не вижда много от замъка си, тъй като през повечето време е бил на воебранното поле и е починал от военна рана още през 1707 година. По време на френската окупация на Ращат, маркгравинята Франциска Сибила Августа напуска замъка и временно се установява в Етлинген. Главният строител Роси също е напуснал Ращат, така че по-нататъшното разширяване на двореца Ращат е възложено за изпълнение на бохемският майстор-строител Йохан Михаил Лудвиг Рорер. По време на по-нататъшното разширяване на двореца възникват строителни щети главно поради използваната от Роси не достатъчно изсушена дървесина, поради което Роси бива арестуван в Италия за налагане на присъда за финансови щети. След като строителните щети биват отстранени се появява възможност за многобройни преустройства на сградата. През 1722 г. е завършена реконструкцията на средния участък, който оттам насетне е увенчан с фигура на Юпитер.
През 1714 г. в двореца е подписан Ращатския мир, с който се слага край на Войната за испанското наследство на трона.
Сградата допълнително е прекроявана и разширявана още през целия 18 век. Един от основните проблеми на сградата са дървените плоски покриви, изградени от майстора-строител Роси, които винаги остават неизолирани, течащи, и впоследствие биват заменени с двускатни покриви и ламаринени покриви. В резултат на тези покривни работи първоначалният покривен пейзаж на съоръжението се е променил значително.
През 19 век замъкът Ращат е служил като комендатура на крепостта Ращат.

В залата със семейните портрети на прадедите на династията в замъка се състоят между 1946 г. и 1954 г. около 20 големи наказателни производства (т.нар. Ращатски процеси) въз основа на Закон № 10 на Контролния съвет срещу властимащи в Германския райх по времето на националсоциализма с общо над 2000 обвиняеми пред Генералния трибунал на френската военна администрация.

## Архитектура
Правоъгълната триетажна основна сграда е разделена на 23 оси по дължина и пет оси по дълбочина. Централните пет оси на основната сграда очертават лек централен ризалит и оформят допълнителен тавански етаж с куполовиден покрив и един поддържан от колони балкон. Откъм страната в посока на града е образуван почетен двор с помощта на две двуетажни странични крила (библиотека и конгресна сграда) и централната фасада. Четвъртата страна на двора се затваря с тераса увенчана с балюстради.
Две стълбища в края на почетния двор отвеждат към центъра на продълговатия централен корпус, в чиито помещения се намират залата със семейните портрети на дедите и помпозните покои и разкошните кабинети, имащи за цел да впечатлят посетителя. Целият дворцов комплекс е оразмерен по такъв начин, че освен семейството на Лудвиг Вилхелм, правителството, администрацията, стаите за гости и цялата прислуга са имали достатъчно жилищно пространство.
В северната част на замъка е построена дворцова църква, а в южната част театър, който не е запазен в днешни дни.

## Интериор
След изкачване на две впечатляващи стълбища окрасени с щукатура се стига до най-добре благоустроения етаж на сградата, използван предимно за репрезентативни цели. Най-голямата и богато украсена зала е залата на прадедите, която е украсена с голям брой фрески и показва освен картини на предци на династията също така и много пленени османци. Тези фрески и пленените османци трябва да покажат на всеки посетител, че маркграфът може да се счита за победоносен пълководец на християнството, спасил Европа от османците.
Таваните на великолепните показни стаи са покрити по заръка на маркграфа Лудвиг Георг с рокококова щукатура. Тези работи са извършени от скулптора Йоханес Шютц.
Колкото по-далеч се отива от зала в зала започвайки от залата на прадедите и стигайки до спалните покои, толкова по-богато украсени и помпозни стават помещенията. Почти нищо от мебелите не е оцеляло, така че трябва да се разчита на търгове, за да може се завърши цялостния вътрешен облик.
Впечатляваща е също така подовата орнаментика, изложена в различен дървен материал, която представлява свидетелство за високо занаятчийско майсторство.

## Днешно ползване
В замъка, който не е бил повреден по време на Втората световна война, сега се помещават Историческият музей на отбраната, Ращатският съд както и от 1974 г. насам Мемориалът за движенията за свобода в германската история. Мемориалът е създаден по предложение на Густав Хайнеман.
Замъкът Ращат е отворен за посетители. Той е един от паметници собственост на провинция Баден-Вюртемберг и се обслужва от учреждението „Държавни дворци и градини на Баден-Вюртемберг“.